# Людина кидає якір
Людина кидає якір (азерб. İnsan məskən salır) — радянська драма 1967 року, знята на кіностудії «Азербайджанфільм». Остання роль в кіно актора Ісмаїла Ефендієва.

## Сюжет
У фільмі розповідається історія молодого інженера-нафтовика Джавада, який загинув в морському бризі під час шторму. У фільмі також розповідається про мужність і хоробрість членів його бригади, які шанують його пам'ять і продовжують його справу.

## У ролях
- Алескер Ібрагімов — Раміз (дублював Олександр Бєлявський)
- Гаджимурад Єгізаров — Мурад (дублював Едуард Ізотов)
- Окума Курбанова — Шамама (дублювала Ніна Нікітіна)
- Ісмаїл Ефендієв — Ширалі (дублював Геннадій Юдін)
- Людмила Марченко — Ніна
- Земфіра Сахілова — Аділя
- Юрій Перов — Андрій
- Олександр Петров — Вадим
- Мухтар Манієв — Маджид
- Едуард Акопов — Гарабала
- Аркадій Толбузін -Мороз
- Фікрет Алієв — лікар
- Аріф Бабаєв — епізод
- Х. Алієв — епізод
- В. Рябова — епізод
- Талят Рахманов — нафтовик
- Р. Ібрагімов — епізод
- Ельхан Касумов — резидент
- Рафаель Дадашев — нафтовик
- Земфіра Садикова — медсестра
- Джаміля Атайєва — епізод

## Знімальна група
- Автор сценарію: Імран Касумов
- Режисер-постановник: Аріф Бабаєв
- Другий режисер: Раміз Алієв
- Оператор-постановник: Аріф Наріманбеков
- Другий оператор: В. Хасанов
- Монтажер-постановник: Тамара Наріманбекова
- Художник-постановник: Джабраїль Азімов
- Художник по костюмам: Аганаги Ахундов
- Художник-гример: В. Арапов
- Композитор: Кара Караєв
- Звукооператор: Акіф Нурієв, Алекпер Гасанзаде
- Органістка: З. Сафарова
- Піаніст: А. Абдуллаєв
- Гітарист: Ю. Сардаров
- Редактор: Наталія Шнейєр
- Оператори комбінованих зйомок: Сергій Ключевський, Мірза Мустафаєв
- Художник комбінованих зйомок: Мірза Рафієв
- Асистенти режисера: Р. Алієв, Фікрет Алієв, А. Ахмедов, Аділь Ісмаїлов, Енвер Хасанов
- Асистенти оператора: В. Іващенко, Раміз Бабаєв, Сардар Велієв
- Асистентка художника: Т. Мелікзаде
- Директор фільму: Назім Алекперов